# Steam (Peter Gabriel)
Steam è il secondo singolo del musicista britannico Peter Gabriel pubblicato nel 1992 ed estratto dall'album Us.

## Il brano
Il brano parla di una relazione, in cui la donna è di cultura, sofisticata, brillante, informata su tutto mentre l'uomo, al contrario, non sa molto in generale ma conosce la donna, mentre la donna non sa molto di se stessa.
Una diversa versione Lo-Fi della canzone, intitolata Quiet Steam compare sul lato B di Digging in the Dirt e sull'album live Secret World Live.
Il videoclip di Steam è diretto da Stephen R. Johnson, dopo quelli di Sledgehammer e Big Time e costruito con la Computer Grafica. Il video di Steam ha vinto un Grammy Award per "Best Music Video" nel 1994, e due MTV Video Music Awards nel 1993 per i "migliori effetti speciali" e per il "miglior montaggio".

## Formazione
- Peter Gabriel: voce, Tastiere, Percussioni, arrangiamento dei fiati
- Manu Katché – batteria
- Tony Levin – basso
- David Rhodes – chitarra
- Leo Nocentelli – chitarra Epiphone
- Daniel Lanois: arrangiamento dei fiati
- Richard Blair e David Bottrill: programmazioni
- The Babacar Faye Drummers: Sabar
- Tim Green: sassofono tenore
- Reggie Houston: sassofono baritono
- Wayne Jackson: tromba
- Renard Poche: trombone[3].

## Versioni
- 1992 – Peter Gabriel, Steam, 45 giri, Virgin, Real World Records – PGS 8, Virgin – 7243 8 91011 7 1, Regno Unito, prodotto da Gabriel Lanois[4]. Questa versione contiene i brani seguenti:

1. "Steam" — 6:01
2. "Games Without Frontiers (Massive/DB Mix)" — 5:20.

- 1992 – Peter Gabriel, Steam, 33 giri, Geffen – PRO-A-4488, Geffen Records – PRO A 4488, USA, prodotto da Gabriel Lanois[5]. Questa versione contiene i brani seguenti:

1. "Steam (Oh, Oh, Let Off Steam Mix 12")" — 6:40
2. "Steam (Oh, Oh, Let Off Steam Mix 7")" — 4:33
3. "Steam (Oh, Oh, Let Off Steam Mix Dub)" — 5:42
4. "Steam (LP Version)" — 6:01.

- 1992 – Peter Gabriel, Steam, CD, Geffen – GEFDM 21820, USA, prodotto da Gabriel Lanois,[6]. Questa versione contiene i brani seguenti:

1. "Steam (LP Version)" — 6:01
2. "Games Without Frontiers (Massive / DB Mix)" - 5:18
3. "Steam (Oh, Oh, Let Off Steam Mix 12")" — 6:40
4. "Steam (Oh, Oh, Let Off Steam Mix Dub)" — 5:42.